# Bình Lộc, Diên Khánh
Bình Lộc là một xã thuộc huyện Diên Khánh, tỉnh Khánh Hòa, Việt Nam.

## Địa lý
Xã Bình Lộc nằm ở phía nam huyện Diên Khánh, có vị trí địa lý:
- Phía đông giáp xã Diên Thạnh
- Phía tây giáp xã Diên Tân
- Phía nam giáp xã Suối Hiệp và xã Suối Tiên
- Phía bắc giáp các xã Diên Hòa, Diên Lạc và Diên Thọ.

Xã Bình Lộc có diện tích 13,11 km², dân số năm 2019 là 7.118 người, mật độ dân số đạt 543 người/km².

## Lịch sử
Địa bàn xã Bình Lộc hiện nay trước đây vốn là hai xã Diên Bình và Diên Lộc thuộc huyện Diên Khánh.
Trước khi sáp nhập, xã Diên Bình có diện tích 4,56 km², dân số là 3.883 người, mật độ dân số đạt 852 người/km², có 3 thôn: Nghiệp Thành, Lương Phước, Hội Phước. Xã Diên Lộc có diện tích 8,55 km², dân số là 3.235 người, mật độ dân số đạt 378 người/km².
Ngày 11 tháng 2 năm 2020, Ủy ban Thường vụ Quốc hội ban hành Nghị quyết số 894/NQ-UBTVQH14 về việc sắp xếp các đơn vị hành chính cấp xã thuộc tỉnh Khánh Hòa (nghị quyết có hiệu lực từ ngày 1 tháng 3 năm 2020). Theo đó, sáp nhập toàn bộ diện tích và dân số của hai xã Diên Bình và Diên Lộc thành xã Bình Lộc.